# Природна граница
Природна граница је граница између држава или њихових административних јединица која иде дуж природних формација, као што су реке, планински ланци или пустиње. „Доктрина природних граница“ развила се у западној култури у 17. веку, а заснован је Русовим „природним“ идејама и концепту национализма. Сличан концепт развијен је још раније у Кини на основу природних зона контроле.
Имати природну границу веома је корисно са стратешког аспекта пошто непријатељске војске могу имати доста проблема да је пређу и она се лако може одбранити.
Ширење територије све док се не дође до природних граница и задржавање тих граница био је главни политички циљ многих држава кроз историју. На пример, Римска република и, касније, Римско царство континуирано су се ширили све док се није дошло до одређених природних граница: прво до Алпа, затим до Рајне, Дунава и Сахаре. Од средњег века до 19. века Француска је настојала проширити своје границе до Алпа, Пиринеја и Рајне.
Природне границе могу бити узрок територијалних спорова кад се мењају, као што је то случај са српско-хрватском границом на Дунаву.